# Mammoth Spring (Arkansas)
Mammoth Spring es una ciudad ubicada en el condado de Fulton en el estado estadounidense de Arkansas. En el Censo de 2010 tenía una población de 977 habitantes y una densidad poblacional de 271,58 personas por km².

## Geografía
Mammoth Spring se encuentra ubicada en las coordenadas 36°29′33″N 91°32′28″O / 36.49250, -91.54111. Según la Oficina del Censo de los Estados Unidos, Mammoth Spring tiene una superficie total de 3.6 km², de la cual 3.48 km² corresponden a tierra firme y (3.38%) 0.12 km² es agua.

## Demografía
Según el censo de 2010, había 977 personas residiendo en Mammoth Spring. La densidad de población era de 271,58 hab./km². De los 977 habitantes, Mammoth Spring estaba compuesto por el 96.42% blancos, el 0.92% eran afroamericanos, el 0.51% eran amerindios, el 0.41% eran asiáticos, el 0% eran isleños del Pacífico, el 0.2% eran de otras razas y el 1.54% pertenecían a dos o más razas. Del total de la población el 0.61% eran hispanos o latinos de cualquier raza.